# Pine Island, Ontario
Pine Island är en ö i Kanada.   Den ligger i provinsen Ontario, i den sydöstra delen av landet, 700 km väster om huvudstaden Ottawa.
Omgivningarna runt Pine Island är en mosaik av jordbruksmark och naturlig växtlighet. Runt Pine Island är det glesbefolkat, med 10 invånare per kvadratkilometer.